# SS FILMS 〜Sound Schedule 8 Clips of Singles〜
「SS FILMS 〜Sound Schedule 8 Clips of Singles〜」（SSフィルムス サウンドスケジュール8クリップスオブシングルス）は、Sound Scheduleのビデオクリップ集。

## 収録曲
1. 吠える犬と君
2. 君という花
3. 幼なじみ
4. ピーターパン・シンドローム
5. ことばさがし
6. さらばピニャコラーダ
7. スペシャルナンバー
8. アンサー

EXTRA TRACKS
- CF集
- Live Tour 2005 "SOUNDTOPE" ツアー日記